# Phit
Phit (Phase Digit) -technologie is in theorie een mogelijke opvolger van de Bit (Binary Digit) in digitale logica, waarover Scientific American in september 2004 heeft gepubliceerd.
Waar een bit, zoals binair aangeeft, maar twee standen kan aannemen, 0 of 1, zouden de phits meerdere standen kunnen weergeven. Phits maken het dus mogelijk om getallen veel efficiënter weer te geven.
Als een elektron in een transistor zich met relativistische snelheden door een elektrisch veld beweegt heeft dit gevolgen voor de precessie van de spin ervan. De precessie blijft behouden en kan in theorie worden uitgelezen met een zekere nauwkeurigheid. Deze nauwkeurigheid maakt het mogelijk meer dan 2 toestanden voor de transistor te onderscheiden. Hierdoor zouden getallen minder ruimte nodig hebben en rekenschakelingen kleiner kunnen worden bij dezelfde snelheid als hedendaagse technologie.
Het aantal verschillende standen dat kan worden uitgelezen hangt af van de stand van de technologie.
Het principe is in een lab aangetoond maar een enkele werkende transistor is anno 2015 nog niet gefabriceerd. Ook is er na dit eerste artikel niet veel meer over de phit vernomen.
Andere eenheden of benamingen: bit · nibble/tetrade · byte/octet · phit · qubit · qutrit · trit